# One-Piece-Flow
One-Piece-Flow oder „Mitarbeitergebundener Arbeitsfluss“ (MAF) ist eher ein im deutschen denn ein im englischen Sprachraum gebräuchlicher Anglizismus im Zusammenhang mit dem Toyota-Produktionssystem oder „Lean Production“.
Gemeint ist eine Produktion, bei der logistisch zwar eine Fließfertigung oder gar ein Fließband zu Grunde liegt, bei deren Arbeitsorganisation jedoch teilautonome Gruppenarbeit oder wenigstens Jobrotation eingesetzt wird. Anders als bei einem konventionellen Fließband verbleiben die Mitarbeiter nicht an ihrem Platz, während ein Teil nach dem anderen zur Bearbeitung herangeführt wird, sondern sie begleiten das Werkstück auf dem gesamten Weg, der ohne Unterbrechung von einem Arbeitssystem zum nächsten führt, bis zu dessen Fertigstellung.
Das Konzept des One-Piece-Flow erleichtert es, von Stück zu Stück die Produktvariante zu wechseln sowie auf Losfertigung zu verzichten. Da die Beschäftigten von Anfang an wissen, welche Variante sie gerade bauen, können sie sich darauf konzentrieren, brauchen sich nicht an jedem Arbeitssystem neu darüber zu informieren. Monotoniebedingte Verwechslungen werden deutlich reduziert. Für die Mitarbeiter ergibt sich durch die größeren, vielleicht vollständigen Arbeitsinhalte eine erhöhte Arbeitsmotivation (siehe Arbeitsstrukturierung). Die Qualität lässt sich besser verfolgen, Lieferzeiten werden verkürzt.
In seiner Reinform bedeutet One-Piece-Flow, dass alle Mitarbeiter eines Produktionsprozesses die anfallende Arbeit in Gänze beherrschen, diese auch verrichten und dadurch für den Gesamtprozess und das daraus resultierende Produkt gemeinsam verantwortlich sind.
Meist wird diese Idealvorstellung nur annähernd erreicht.

## Inseln
In der Praxis werden die Arbeitsplätze des Produktionsprozesses abschnittsweise in so genannte (Fertigungs-)Inseln (in Anlehnung an die im Englischen etablierte Begrifflichkeit auch „Zellen“) angeordnet; die Begleitung des Produktes wird also auf die Ablaufabschnitte in der Insel verringert. Damit soll verhindert werden, dass die Aufgabenumfänge für die einzelnen Beschäftigten zu groß werden und sie an Routine und Übung und damit an Arbeitsgeschwindigkeit und -qualität verlieren. Andererseits erarbeiten die einzelnen Beschäftigten jetzt nicht mehr das ganze Produkt.
Der Beschäftigte startet am ersten Arbeitssystem der Insel und durchläuft den gesamten Bereich, indem er sich mit dem Produkt von Arbeitssystem zu Arbeitssystem fortbewegt, bis das letzte zugehörige Arbeitssystem erreicht ist. Dort wird das Produkt in der Regel geprüft und in andere Verantwortungen weitergegeben.
Der Beschäftigte geht an das erste Arbeitssystem zurück und startet seinen Prozess von Neuem. Start und Endpunkt einer solchen Insel sollten daher räumlich möglichst eng zusammenliegen. Aus diesem Grund kommen U-förmige oder gar Omega-Linien zum Einsatz. Solche auch Chaku-Chaku genannte Linien werden, soweit es die Werkshallen zulassen, zunehmend eingesetzt. Große Vorteile dieser Methode gegenüber der konventionellen Fließfertigung sind:
- hohe Flexibilität bezüglich Varianten,
- hohe (personelle) Flexibilität bei Produktionsmengenschwankungen, da nicht alle Arbeitsplätze besetzt werden müssen,
- verringerte Lieferzeiten, da nicht gewartet werden muss, bis wieder ein Los für eine Variante zusammengekommen ist,
- verringerte Bestände und damit verringerter Flächen- und Kapitalbedarf durch die Losgröße 1,
- besser beherrschte Qualität sowie
- bessere Voraussetzungen für Mass Customizing und Wandlungsfähige Produktionssysteme.

Allerdings werden höhere Qualifikationsanforderungen an die Beschäftigten gestellt und deren Entgelt dürfte sich erhöhen.